# Margaretha-Rothe-Gymnasium
Das Margaretha-Rothe-Gymnasium (MRG) ist ein staatliches Gymnasium in Hamburg-Barmbek-Nord.

## Geschichte und Architektur

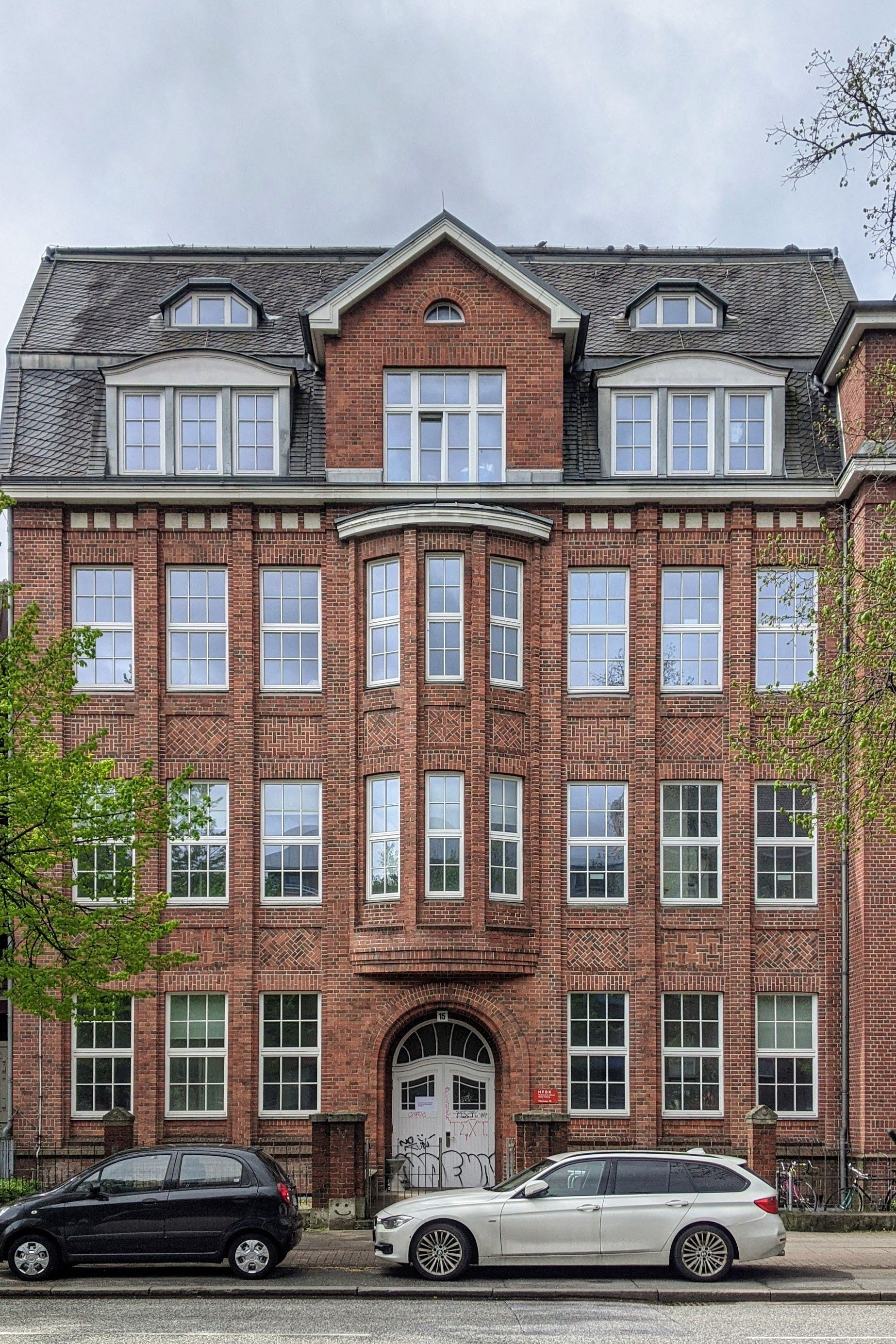
Ehemaliges Schulgebäude der Elise-Averdieck-Schule an der Wartenau 15, heute genutzt von der Hochschule für bildende Künste

Vorgänger des heutigen Gymnasiums ist eine private höhere Mädchenschule, die 1909 gegründet und 1913 nach der Schriftstellerin Elise Averdieck benannt wurde. Ursprünglich ein reines Lehrerinnenseminar, wurde sie 1911 um eine zehnklassige Mädchenschule erweitert, die zur Obersekundareife führte. Von 1916 bis 1921 umfasste die Schule auch ein „Christlich-soziales Frauenseminar“, das junge Frauen auf Berufe in der Diakonie und der sozialen Wohlfahrtspflege vorbereite. Ab 1926 gab es eine gymnasiale Oberstufe, dafür musste 1928 das Lehrerinnenseminar den Betrieb einstellen, da Lehrerinnen mittlerweile an der Universität ausgebildet wurden.

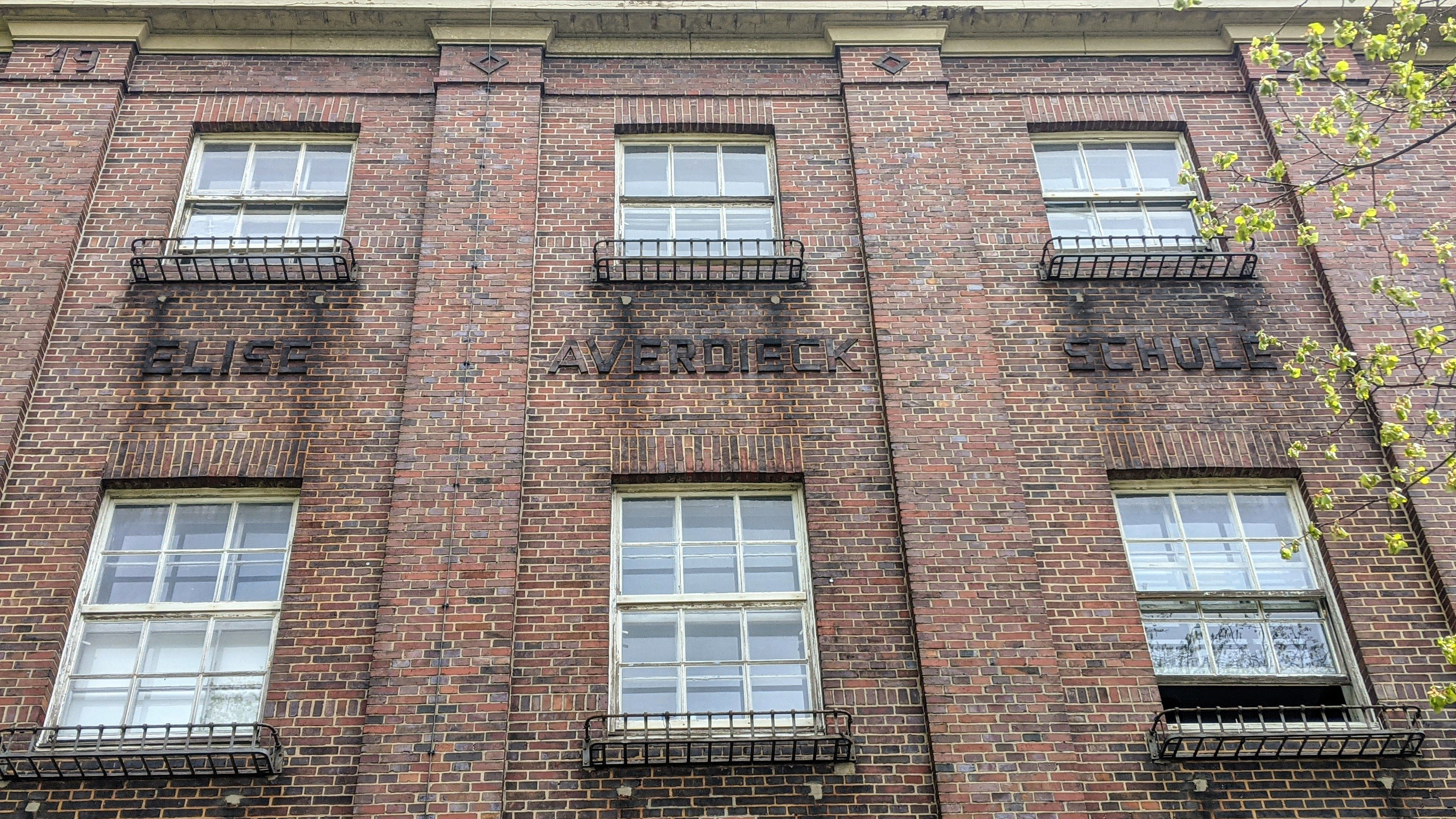
Namens-Schriftzug am Erweiterungsbau Wartenau 16 von 1928/29, heute als Künstlerhaus genutzt

Von 1926 bis 1939 war die Elise-Averdieck-Schule eine staatlich anerkannte private Oberschule für Mädchen (OfM) „sprachlicher und hauswirtschaftlicher Form“, das Gebäude befand sich an der Wartenau 13–15 im Stadtteil Hohenfelde. Mit rund 1000 Schülerinnen galt die Elise-Averdieck-Schule damals als eine der größten Mädchenschulen Hamburgs, weshalb 1928/29 schräg gegenüber dem Haupthaus auf Eilbeker Seite (Wartenau 16) ein Erweiterungsbau notwendig wurde.
Einen Monat nach Beginn des Zweiten Weltkriegs wurden am 1. Oktober 1939 alle nichtöffentlichen allgemeinbildenden Schulen Hamburgs geschlossen, nur fünf private bzw. konfessionelle Schulen waren davon ausgenommen, und wurden verstaatlicht. Zu diesen fünf Schulen gehörte auch die Elise-Averdieck-Schule, daneben u. a. die heute noch existierende Wichernschule und Heilwigschule.
Nach 1945 wurde ein hauswirtschaftlicher, später auch ein sozialkundlicher Zweig eingerichtet. 1961 zog die Elise-Averdieck-Schule von der Wartenau an den Benzenbergweg im Stadtteil Barmbek-Nord um. Die ehemaligen Schulgebäude an der Wartenau wurden durch ein Aufbaugymnasium übernommen, das 1982 auszog. Heute werden die Gebäude durch die Hochschule für bildende Künste Hamburg genutzt bzw. an Künstler und Kreative vermietet. Nach Einführung der Koedukation legten 1978 die ersten Jungen ihr Abitur an der Elise-Averdieck-Schule ab.
1987 erfolgte der Zusammenschluss der Elise-Averdieck-Schule mit dem Gymnasium Hartzloh, das seit 1970 bestand. 1988 wurde die Schule nach Margaretha Rothe (1919–1945) benannt, einer Widerstandskämpferin der Weißen Rose. Seit 1988 heißt die Schule Margaretha-Rothe-Gymnasium, als Gründungsdatum gilt in der Tradition der Elise-Averdieck-Schule das Jahr 1909.
Der heutige Standort ist am Langenfort 5, ebenfalls in Barmbek-Nord (der ehemalige Standort Benzenbergweg wird von der Stadtteilschule Helmuth Hübener genutzt). Die Schulbauten wurden 1972 nach Entwürfen des Hamburger Hochbauamtes fertiggestellt. 1994 sowie zum Jahreswechsel 2021 kamen weitere Neubauten hinzu. Das Hauptgebäude der Schule ist ein Serienschulbau vom Typ 68, nach dem Grundriss auch „Doppel-H“ genannt. Dieser Serienbau wurde zwischen Ende der 1960er und Mitte der 1970er Jahre in Hamburg etwa 50-mal errichtet. Die Gebäude bestehen aus industriell vorgefertigten Sandwich-Elementen, die an der Baustelle zusammengesetzt wurden. Das Hauptgebäude ist dreistöckig, die anderen Gebäude zweistöckig, und besitzen ein Flachdach, horizontal sind sie in einem Raster von 1,80 m gegliedert. Die Fassaden sind mit Waschbeton verkleidet.

## Schulprofil
Neben Englisch werden Spanisch ab Jahrgang 5 und 8, Französisch und Latein ab Jahrgang 6 und 8 unterrichtet. 2001 führte das MRG als erste Schule in Hamburg die Möglichkeit ein, Spanisch schon ab der Jahrgangsstufe 5 zu wählen. Seit 2014 richten Schüler die Podiumsdiskussion „Margaretha Rothe fragt“ zu politischen und gesellschaftlichen Themen aus, an welcher unter anderem bereits Gäste wie Peter Tschentscher, Robert Habeck, Charlotte Knobloch und Jochen Bittner teilnahmen.
Zudem besitzt das Gymnasium eine eigene Schülerzeitung namens Spicker, welche als Website online kostenlos zu lesen ist und bereits mehrere Hamburgweite Preise gewinnen konnte.
Seit 2010 beteiligt sich die Schule an „TUSCH – Theater und Schule“. 2014 erreichten die Schüler einen Abiturdurchschnitt von 2,48 und lagen damit auf Platz 59 der Hamburger Abiturienten.
Im Jahr 2013 gewann die Schule mit ihrem Schulcircus Pampelmuse den „Hamburger Bildungspreis“ der Hamburger Sparkasse und des Hamburger Abendblattes.
Die Schule gewann 2014 beim bundesweiten Wettbewerb Trialog der Kulturen der Herbert Quandt-Stiftung den ersten Platz mit dem Wahlspruch „Baue auf Dich – Wachse am Fremdem“. Am 26. Juni 2015 ist in der Aula des Gymnasiums die 100. Ausgabe der Wochenschau (später umbenannt in MRG TV) gelaufen. Seit 1998 gibt es die Wochenschau am Gymnasium, der NDR hatte ein Tag vorher Aufnahmen gemacht. Kein anderes Gymnasium in Hamburg hat einen eigenen Sender.

## Ehemalige Schüler der Elise-Averdieck-Schule
- Maria Leipelt (1925–2008), Biochemikerin, Umfeld der Hamburger Weißen Rose.
- Kirsten Boie (* 1950), Kinderbuchautorin, Abitur am Elise-Averdieck-Gymnasium[16]

## Ehemalige Schüler des Margaretha-Rothe-Gymnasiums
- Kai Fischer (* 1963), Soziologe
- Stephan Gamm (* 1971), Politiker (CDU), Abitur 1991

## Lehrer der Elise-Averdieck-Schule
- Elisabeth Schulz (1903–1957), Oberschulrätin
- Werner Puttfarken (1889–1964), Schulleiter und Historiker
- Katharina Petersen (1889–1970), Lehrerin und Hochschullehrerin